# Liste des oiseaux des Antilles
Ceci est une liste des oiseaux endémiques ou quasi-endémiques des Antilles.
| Nom                            | Famille          | Répartition                                                         | Statut UICN | Image |
| ------------------------------ | ---------------- | ------------------------------------------------------------------- | ----------- | ----- |
| Amazone de Bouquet             | Psittacidae      | Dominique                                                           |             |       |
| Amazone de la Guadeloupe       | Psittacidae      | Guadeloupe                                                          |             |       |
| Amazone d'Hispaniola           | Psittacidae      | Hispaniola                                                          |             |       |
| Amazone impériale              | Psittacidae      | Dominique                                                           |             |       |
| Amazone de la Martinique       | Psittacidae      | Martinique                                                          |             |       |
| Amazone de Porto Rico          | Psittacidae      | Porto Rico                                                          |             |       |
| Amazone de Sainte-Lucie        | Psittacidae      | Sainte-Lucie                                                        |             |       |
| Amazone de Saint-Vincent       | Psittacidae      | Saint-Vincent                                                       |             |       |
| Amazone sasabé                 | Psittacidae      | Jamaïque                                                            |             |       |
| Amazone verte                  | Psittacidae      | Jamaïque                                                            |             |       |
| Ara de Gosse                   | Psittacidae      | Jamaïque                                                            |             |       |
| Ara guadeloupensis             | Psittacidae      | Guadeloupe                                                          | -           |       |
| Ara tricolore                  | Psittacidae      | Hispaniola                                                          |             |       |
| Bécarde de la Jamaïque         | Tityridae        | Jamaïque                                                            |             |       |
| Bec-croisé d'Hispaniola        | Fringillidae     | Hispaniola                                                          |             |       |
| Buse de Gundlach               | Accipitridae     | Cuba                                                                |             |       |
| Buse à queue rousse            | Accipitridae     | répandu                                                             |             |       |
| Buse de Ridgway                | Accipitridae     | Hispaniola                                                          |             |       |
| Calliste dos-bleu              | Thraupidae       | Dominique & Saint-Vincent                                           |             |       |
| Carouge de Cuba                | Icteridae        | Cuba                                                                |             |       |
| Carouge de Jamaïque            | Icteridae        | Jamaïque                                                            |             |       |
| Petit Carouge                  | Icteridae        | Cuba et Haïti (nord)                                                |             |       |
| Carouge de Porto Rico          | Icteridae        | Porto Rico                                                          |             |       |
| Chardonneret des Antilles      | Fringillidae     | Hispaniola                                                          |             |       |
| Chevêchette de Cuba            | Strigidae        | Cuba                                                                |             |       |
| Cici petit-chanteur            | Thraupidae       | Cuba                                                                |             |       |
| Cici verdinère                 | Thraupidae       | répandu                                                             |             |       |
| Colibri des Bahamas            | Trochilidae      | Bahamas                                                             |             |       |
| Colibri à bec noir             | Trochilidae      | Jamaïque                                                            |             |       |
| Colibri d'Elena                | Trochilidae      | Cuba                                                                |             |       |
| Colibri huppé                  | Trochilidae      | Petites Antilles                                                    |             |       |
| Colibri falle-vert             | Trochilidae      | Petites Antilles                                                    |             |       |
| Colibri madère                 | Trochilidae      | Petites Antilles                                                    |             |       |
| Colibri nain                   | Trochilidae      | Jamaïque et Hispaniola                                              |             |       |
| Colibri à tête bleue           | Trochilidae      | Dominique et Martinique                                             |             |       |
| Colibri à tête noire           | Trochilidae      | Jamaïque                                                            |             |       |
| Colombe à croissants           | Columbidae       | Porto Rico, îles Vierges et Petites Antilles                        |             |       |
| Colombe de Grenade             | Columbidae       | Grenade                                                             |             |       |
| Colombe de Gundlach            | Columbidae       | Cuba                                                                |             |       |
| Colombe d'Hispaniola           | Columbidae       | Hispaniola                                                          |             |       |
| Colombe de Jamaïque            | Columbidae       | Jamaïque et îles Caïmans                                            |             |       |
| Colombe à joues blanches       | Columbidae       | nord                                                                |             |       |
| Colombe à queue noire          | Columbidae       | répandu                                                             |             |       |
| Colombe à tête bleue           | Columbidae       | Cuba                                                                |             |       |
| Colombe rouviolette            | Columbidae       | répandu                                                             |             |       |
| Colombe versicolore            | Columbidae       | Jamaïque                                                            |             |       |
| Conure de Cuba                 | Psittacidae      | Cuba                                                                |             |       |
| Conure maîtresse               | Psittacidae      | Hispaniola                                                          |             |       |
| Conure de Porto Rico           | Psittacidae      | Porto Rico                                                          |             |       |
| Corneille de Cuba              | Corvidae         | Cuba                                                                |             |       |
| Corneille d'Hispaniola         | Corvidae         | Hispaniola                                                          |             |       |
| Corneille de la Jamaïque       | Corvidae         | Jamaïque                                                            |             |       |
| Coulicou manioc                | Cuculidae        | côtes                                                               |             |       |
| Dendrocygne des Antilles       | Anatidae         | répandu                                                             |             |       |
| Effraie d'Hispaniola           | Tytonidae        | Hispaniola                                                          |             |       |
| Élénie de Jamaïque             | Tyrannidae       | Jamaïque                                                            |             |       |
| Élénie sara                    | Tyrannidae       | Jamaïque et Hispaniola                                              |             |       |
| Élénie siffleuse               | Tyrannidae       | sud                                                                 |             |       |
| Émeraude d'Hispaniola          | Trochilidae      | Hispaniola                                                          |             |       |
| Émeraude de New Providence     | Trochilidae      | Bahamas : New Providence                                            |             |       |
| Émeraude de Ricord             | Trochilidae      | nord                                                                |             |       |
| Engoulevent grouillécor        | Caprimulgidae    | Hispaniola                                                          |             |       |
| Engoulevent de Jamaïque        | Caprimulgidae    | Jamaïque                                                            |             |       |
| Engoulevent peut-on-voir       | Caprimulgidae    | Cuba                                                                |             |       |
| Engoulevent piramidig          | Caprimulgidae    | répandu                                                             |             |       |
| Engoulevent de Porto Rico      | Caprimulgidae    | Porto Rico                                                          |             |       |
| Épervier de Cuba               | Accipitridae     | Cuba                                                                |             |       |
| Esclave palmiste               | Dulidae          | Hispaniola                                                          |             |       |
| Flamant des Caraïbes           | Phoenicopteridae | répandu                                                             |             |       |
| Gobemoucheron de Cuba          | Polioptilidae    | Cuba                                                                |             |       |
| Grive à pieds jaunes           | Turdidae         | Petites Antilles : Montserrat, Guadeloupe, Dominique & Sainte-Lucie |             |       |
| Hibou de Jamaïque              | Strigidae        | Jamaïque                                                            |             |       |
| Hirondelle des Bahamas         | Hirundinidae     | Bahamas                                                             |             |       |
| Hirondelle dorée               | Hirundinidae     | centre                                                              |             |       |
| Hirondelle à front brun        | Hirundinidae     | Grandes Antilles                                                    |             |       |
| Hirondelle à ventre blanc      | Hirundinidae     | répandu                                                             |             |       |
| Katje à couronne grise         | Thraupidae       | Haïti                                                               |             |       |
| Katje à couronne noire         | Thraupidae       | Hispaniola                                                          |             |       |
| Konichon dominicain            | Thraupidae       | Hispaniola                                                          |             |       |
| Konichon d'Haïti               | Thraupidae       | Haïti                                                               |             |       |
| Mango doré                     | Trochillidae     | centre                                                              |             |       |
| Mango de Jamaïque              | Trochillidae     | Jamaïque                                                            |             |       |
| Mango vert                     | Trochillidae     | Porto Rico                                                          |             |       |
| Martinet chiquesol             | Apodidae         | Petites Antilles                                                    |             |       |
| Martinet petit-rollé           | Apodidae         | Grandes Antilles                                                    |             |       |
| Merle à miroir                 | Turdidae         | Jamaïque                                                            |             |       |
| Merle de La Selle              | Turdidae         | Hispaniola                                                          |             |       |
| Merle vantard                  | Turdidae         | répandu                                                             |             |       |
| Merle aux yeux blancs          | Turdidae         | Jamaïque                                                            |             |       |
| Moisson pied-blanc             | Thraupidae       | Saint-Lucie                                                         |             |       |
| Moqueur des Bahamas            | Mimidae          | nord                                                                |             |       |
| Moqueur corossol               | Mimidae          | Bahamas, îles Turks-et-Caïcos, Porto Rico et Petites Antilles       |             |       |
| Moqueur gorge-blanche          | Mimidae          | Martinique et Sainte-Lucie                                          |             |       |
| Moqueur grivotte               | Mimidae          | Petites Antilles                                                    |             |       |
| Moucherolle gobemouche         | Tyrannidae       | Porto Rico et Petites Antilles                                      |             |       |
| Moucherolle d'Hispaniola       | Tyrannidae       | Hispaniola                                                          |             |       |
| Moucherolle de la Jamaïque     | Tyrannidae       | Jamaïque                                                            |             |       |
| Moucherolle tête-fou           | Tyrannidae       | Cuba et Bahamas                                                     |             |       |
| Motmot de Trinidad             | Momotidae        | Trinité-et-Tobago                                                   |             |       |
| Organiste de Jamaïque          | Fringillidae     | Jamaïque                                                            |             |       |
| Organiste louis-d'or           | Fringillidae     | Hispaniola                                                          |             |       |
| Organiste des Petites Antilles | Fringillidae     | Petties Antilles                                                    |             |       |
| Organiste de Porto Rico        | Fringillidae     | Porto Rico                                                          |             | -     |
| Oriole des Bahamas             | Icteridae        | Bahamas                                                             |             |       |
| Oriole de Cuba                 | Icteridae        | Cuba                                                                |             |       |
| Oriole d'Hispaniola            | Icteridae        | Hispaniola                                                          |             |       |
| Oriole de Jamaïque             | Icteridae        | Jamaïque                                                            |             |       |
| Oriole de Martinique           | Icteridae        | Martinique                                                          |             |       |
| Oriole de Montserrat           | Icteridae        | Montserrat                                                          |             |       |
| Oriole de Porto Rico           | Icteridae        | Porto Rico                                                          |             |       |
| Oriole de Sainte-Lucie         | Icteridae        | Sainte-Lucie                                                        |             |       |
| Paruline d'Adelaïde            | Parulidae        | Porto Rico                                                          |             |       |
| Paruline d'Angela              | Parulidae        | Porto Rico                                                          |             |       |
| Paruline des Bahamas           | Parulidae        | Bahamas                                                             |             |       |
| Paruline de Barbuda            | Parulidae        | Barbuda                                                             |             |       |
| Paruline caféiette             | Parulidae        | Guadeloupe et Dominique                                             |             |       |
| Paruline des Caïmans           | Parulidae        | îles Caïmans et îles Swan                                           |             | -     |
| Paruline à calotte verte       | Parulidae        | Bahamas et Cuba                                                     |             |       |
| Paruline de Fernandina         | Parulidae        | Cuba                                                                |             |       |
| Paruline de Jamaïque           | Parulidae        | Jamaïque                                                            |             |       |
| Paruline d'Oriente             | Parulidae        | Cuba                                                                |             |       |
| Paruline pied-blanc            | Parulidae        | Sainte-Lucie                                                        |             |       |
| Paruline de Sainte-Lucie       | Parulidae        | Sainte-Lucie                                                        |             |       |
| Paruline de Saint-Vincent      | Parulidae        | Saint-Vincent                                                       |             |       |
| Paruline de Todd               | Parulidae        | Bahamas                                                             |             |       |
| Paruline aux yeux rouges       | Parulidae        | Hispaniola                                                          |             |       |
| Pèrenoir de Barbade            | Thraupidae       | Barbade                                                             |             |       |
| Pèrenoir mantelé               | Thraupidae       | Jamaïque                                                            |             |       |
| Pèrenoir petit-coq             | Thraupidae       | Bahamas, îles Turks-et-Caïcos, Jamaïque et Hispaniola               |             |       |
| Pèrenoir de Porto Rico         | Thraupidae       | Porto Rico                                                          |             |       |
| Pèrenoir rougegorge            | Thraupidae       | Petites Antilles                                                    |             |       |
| Petit-duc de Cuba              | Strigidae        | Cuba                                                                |             |       |
| Petit-duc de Porto Rico        | Strigidae        | Porto Rico                                                          |             |       |
| Pétrel diablotin               | Procellariidae   | répandu                                                             |             |       |
| Pétrel de Jamaïque             | Procellariidae   | Jamaïque                                                            |             |       |
| Pic de Fernandina              | Picidae          | Cuba                                                                |             |       |
| Pic de Guadeloupe              | Picidae          | Guadeloupe                                                          |             |       |
| Pic d'Hispaniola               | Picidae          | Hispaniola                                                          |             |       |
| Pic de Jamaïque                | Picidae          | Jamaïque                                                            |             |       |
| Pic poignardé                  | Picidae          | Cuba                                                                |             |       |
| Pic de Porto Rico              | Picidae          | Porto Rico                                                          |             |       |
| Pic à sourcils noirs           | Picidae          | ouest                                                               |             |       |
| Piculet des Antilles           | Picidae          | Hispaniola                                                          |             |       |
| Pigeon à cou rouge             | Columbidae       | répandu                                                             |             |       |
| Pigeon à couronne blanche      | Columbidae       | répandu                                                             |             |       |
| Pigeon de Jamaïque             | Columbidae       | Jamaïque                                                            |             |       |
| Pigeon simple                  | Columbidae       | Grandes Antilles                                                    |             |       |
| Pique-orange de Jamaïque       | Thraupidae       | Jamaïque                                                            |             |       |
| Petit Quatre-yeux              | Incertae sedis   | Hispaniola                                                          |             |       |
| Pleureur de Porto Rico         | Thraupidae       | Porto Rico                                                          |             |       |
| Quiscale merle                 | Icteridae        | Petites Antilles                                                    |             |       |
| Quiscale noir                  | Icteridae        | Grandes Antilles                                                    |             |       |
| Quiscale violet                | Icteridae        | Cuba                                                                |             |       |
| Râle élégant                   | Rallidae         | Cuba                                                                |             |       |
| Râle de Zapata                 | Rallidae         | Cuba                                                                |             |       |
| Saltator gros-bec              | Thraupidae       | Petites Antilles                                                    |             |       |
| Solitaire de Cuba              | Turdidae         | Cuba                                                                |             |       |
| Solitaire siffleur             | Turdidae         | répandu                                                             |             |       |
| Sporophile négrito             | Thraupidae       | Cuba et Grand Cayman                                                |             |       |
| Tacco cabrite                  | Cuculidae        | Hispaniola                                                          |             |       |
| Tacco de Cuba                  | Cuculidae        | nord                                                                |             |       |
| Tacco d'Hispaniola             | Cuculidae        | Hispaniola                                                          |             |       |
| Tacco de Jamaïque              | Cuculidae        | Jamaïque                                                            |             |       |
| Tacco de pluie                 | Cuculidae        | Jamaïque                                                            |             |       |
| Tacco de Porto Rico            | Cuculidae        | Porto Rico                                                          |             |       |
| Todier à bec étroit            | Todidae          | Hispaniola                                                          |             |       |
| Todier à bec large             | Todidae          | Hispaniola                                                          |             |       |
| Todier de Cuba                 | Todidae          | Cuba                                                                |             |       |
| Todier de Jamaïque             | Todidae          | Jamaïque                                                            |             |       |
| Todier de Porto Rico           | Todidae          | Porto Rico                                                          |             |       |
| Tourterelle à queue carrée     | Columbidae       | répandu                                                             |             |       |
| Trembleur brun                 | Mimidae          | Petites Antilles                                                    |             |       |
| Trembleur gris                 | Mimidae          | Martinique et Sainte-Lucie                                          |             |       |
| Troglodyte de Zapata           | Troglodytidae    | Cuba                                                                |             |       |
| Trogon de Cuba                 | Trogonidae       | Cuba                                                                |             |       |
| Trogon damoiseau               | Trogonidae       | Hispaniola                                                          |             |       |
| Tyran bavard                   | Tyrannidae       | Saint-Vincent-et-les-Grenadines et Grenade                          |             |       |
| Tyran géant                    | Tyrannidae       | Cuba                                                                |             |       |
| Tyran grosse-tête              | Tyrannidae       | Jamaïque et Hispaniola                                              |             |       |
| Tyran janeau                   | Tyrannidae       | Petites Antilles                                                    |             |       |
| Tyran de Porto Rico            | Tyrannidae       | Porto Rico                                                          |             |       |
| Tyran à queue rousse           | Tyrannidae       | Jamaïque                                                            |             |       |
| Tyran de La Sagra              | Tyrannidae       | Bahamas, Cuba et Grand Cayman                                       |             |       |
| Tyran tête-police              | Tyrannidae       | répandu                                                             |             |       |
| Tyran triste                   | Tyrannidae       | Jamaïque                                                            |             |       |
| Viréo à bec fort               | Vireonidae       | nord                                                                |             |       |
| Viréo de Cozumel               | Vireonidae       | Cozumel                                                             |             |       |
| Viréo de Cuba                  | Vireonidae       | Cuba                                                                |             |       |
| Viréo d'Hispaniola             | Vireonidae       | Hispaniola                                                          |             |       |
| Viréo de la Jamaïque           | Vireonidae       | Jamaïque                                                            |             |       |
| Viréo à moustaches             | Vireonidae       | répandu (aire dissoute)                                             |             |       |
| Viréo d'Osburn                 | Vireonidae       | Jamaïque                                                            |             |       |
| Viréo de Porto Rico            | Vireonidae       | Porto Rico                                                          |             |       |
| Viréo de San Andrés            | Vireonidae       | San Andrés                                                          |             |       |
| Zéna d'Hispaniola              | Thraupidae       | Hispaniola                                                          |             |       |
| Zéna de Jamaïque               | Thraupidae       | Jamaïque                                                            |             |       |
| Zéna de Porto Rico             | Thraupidae       | Porto Rico                                                          |             |       |
| Zéna à tête rayée              | Thraupidae       | nord                                                                |             |       |